# Błękitniczek krótkodzioby
Błękitniczek krótkodzioby (Cyanerpes nitidus) – gatunek małego ptaka z podrodziny cukrowników (Dacninae) w rodzinie tanagrowatych (Thraupidae). Zamieszkuje północno-zachodnią Amerykę Południową. Nie jest zagrożony wyginięciem.

## Taksonomia
Gatunek ten został opisany w 1847 roku przez Gustava Hartlauba, który nadał mu nazwę Coereba nitida. Holotyp pochodził z północnego Peru. Obecnie gatunek umieszczany jest w rodzaju Cyanerpes; nie wyróżnia się podgatunków. Opisano podgatunek caquetae z okolic Belén w Kolumbii, ale nie jest on obecnie uznawany.

## Występowanie
Błękitniczek krótkodzioby występuje w Ameryce Południowej, głównie na terenie zachodniej Amazonii. Obserwowany jest na terenach południowo-wschodniej Kolumbii, południowej Wenezueli, Gujany, Surinamu, Gujany Francuskiej, Ekwadoru, północno-wschodniego Peru, północnej Boliwii i zachodniej Brazylii (na wschód po wschodnią część stanu Amazonas oraz, na południe od Amazonki, po północną Rondônię i skrajnie północno-zachodnie Mato Grosso).

## Morfologia
Długość ciała 10,7 cm; masa ciała 8,0–10,2 g.
Jest to mały ptak pokroju błękitniczka purpurowego (Cyanerpes caeruleus). Samiec jest koloru jasnoniebieskiego z odcieniem fioletu (indygo), ma czarny dziób, maskę (plamkę wokół oczu) i skrzydła. Samica jest koloru zielonego z niebieskawymi smugami na brzuchu, płowe gardło i białe boki (samica ma mniej prążków niż samica błękitniczka purpurowego). Obie płcie mają czerwone nogi.

## Ekologia i zachowanie
Ptak ten żyje na terenach nizinnych lasów deszczowych i na skrajach lasów, często wśród innych tanagrowatych.
Gatunek ten jest wszystkożerny, odżywia się nektarem (sondując kwiaty), jagodami i bezkręgowcami. 
Samica uwija, tak jak inne tanagrowate, gniazdo w kształcie czarki i składa 2 białe jaja z czekoladowymi plamami.

## Status
Międzynarodowa Unia Ochrony Przyrody (IUCN) uznaje błękitniczka krótkodziobego za gatunek najmniejszej troski (LC – Least Concern) nieprzerwanie od 1988 roku. Liczebność populacji nie została oszacowana, ale ptak ten opisywany jest jako rzadki i rozmieszczony plamowo. BirdLife International ocenia trend liczebności populacji jako spadkowy ze względu na wylesianie Amazonii.